# Johnstown (Colorado)
Johnstown és una població dels Estats Units a l'estat de Colorado. Segons el cens del 2000 tenia 3.827 habitants.

## Demografia
Segons el cens del 2000, Johnstown tenia 3.827 habitants, 1.339 habitatges, i 1.052 famílies. La densitat de població era de 1.296,2 habitants per km².
Dels 1.339 habitatges en un 41,7% hi vivien nens de menys de 18 anys, en un 67,7% hi vivien parelles casades, en un 7,4% dones solteres, i en un 21,4% no eren unitats familiars. En el 16,1% dels habitatges hi vivien persones soles el 5,9% de les quals corresponia a persones de 65 anys o més que vivien soles. El nombre mitjà de persones vivint en cada habitatge era de 2,86 i el nombre mitjà de persones que vivien en cada família era de 3,21.
Per edats la població es repartia de la següent manera: un 30,4% tenia menys de 18 anys, un 7,5% entre 18 i 24, un 35% entre 25 i 44, un 19,6% de 45 a 60 i un 7,5% 65 anys o més.
L'edat mediana era de 31 anys. Per cada 100 dones de 18 o més anys hi havia 97,1 homes.
La renda mediana per habitatge era de 50.404 $ i la renda mediana per família de 54.130 $. Els homes tenien una renda mediana de 39.680 $ mentre que les dones 26.108 $. La renda per capita de la població era de 19.003 $. Entorn del 5,9% de les famílies i el 8,3% de la població estaven per davall del llindar de pobresa.

## Poblacions més properes
El següent diagrama mostra les poblacions més properes.